# 蒂姆爾山
47°03′50″N 12°18′54″E / 47.06394°N 12.314905°E

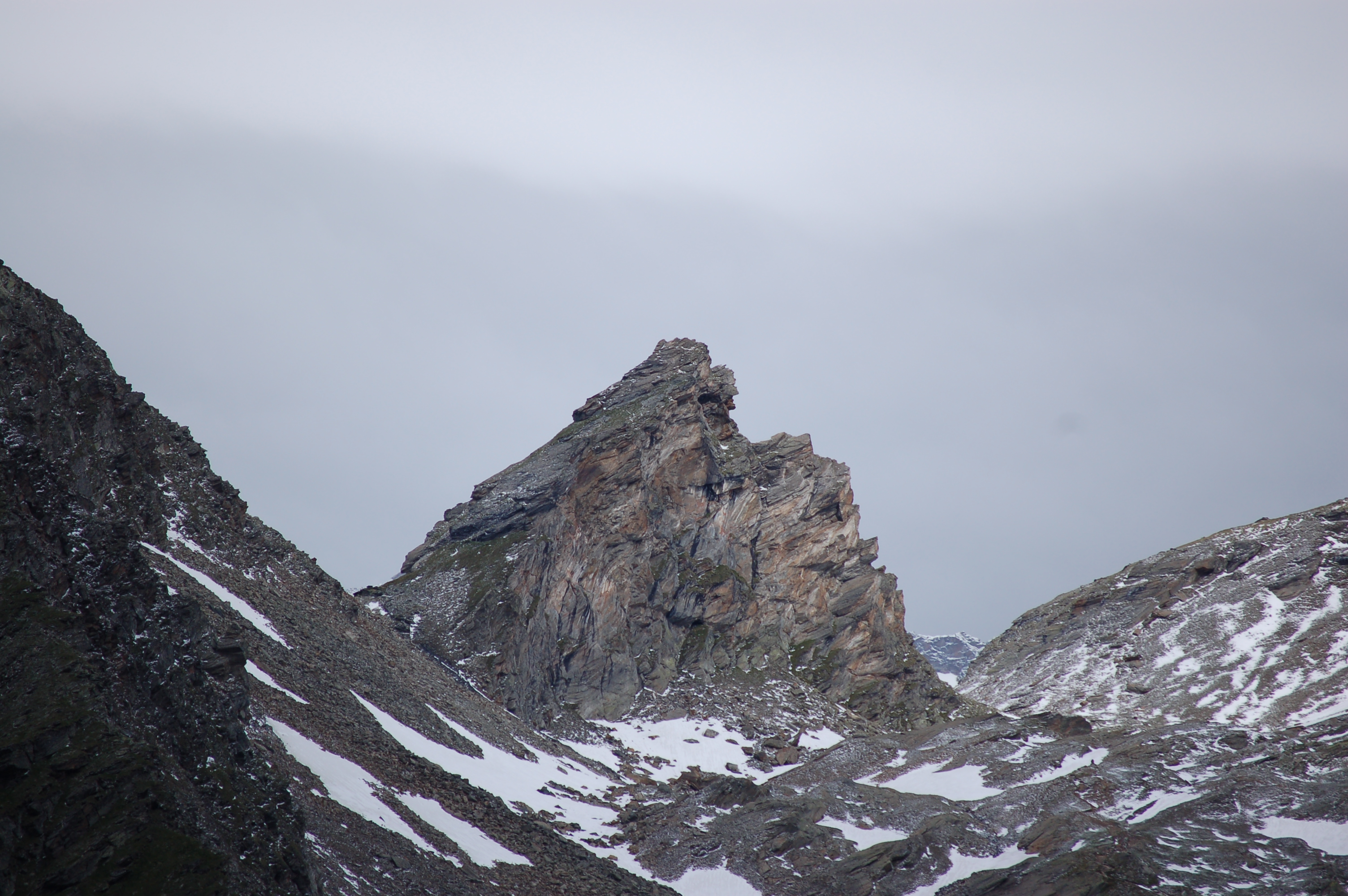

蒂姆爾山（德語：Türml），是奧地利的山峰，位於該國西部，由蒂羅爾州負責管轄，屬於維內迪傑山脈的一部分，距離大哈普山0.2公里，海拔高度2,844米，人類在1913年7月28日首次登頂。